# ماتياس راسيل
ماتياس راسيل (بالألمانية: Matthias Russ)‏ هو دراج ألماني، ولد في 14 نوفمبر 1983 في رويتلينغن في ألمانيا.

## وصلات خارجية
- الموقع الرسمي
- ماتياس راسيل على موقع الاتحاد الدولي للدراجات (الإنجليزية)
- ماتياس راسيل على موقع أرشيف الدراجات (الإنجليزية)
- ماتياس راسيل على موقع إحصائيات الدراجات الإحترافية (الإنجليزية)
- ماتياس راسيل على موقع نسبة الدراجات (الإنجليزية)
- ماتياس راسيل على موقع CycleBase (الإنجليزية)